# 税務署

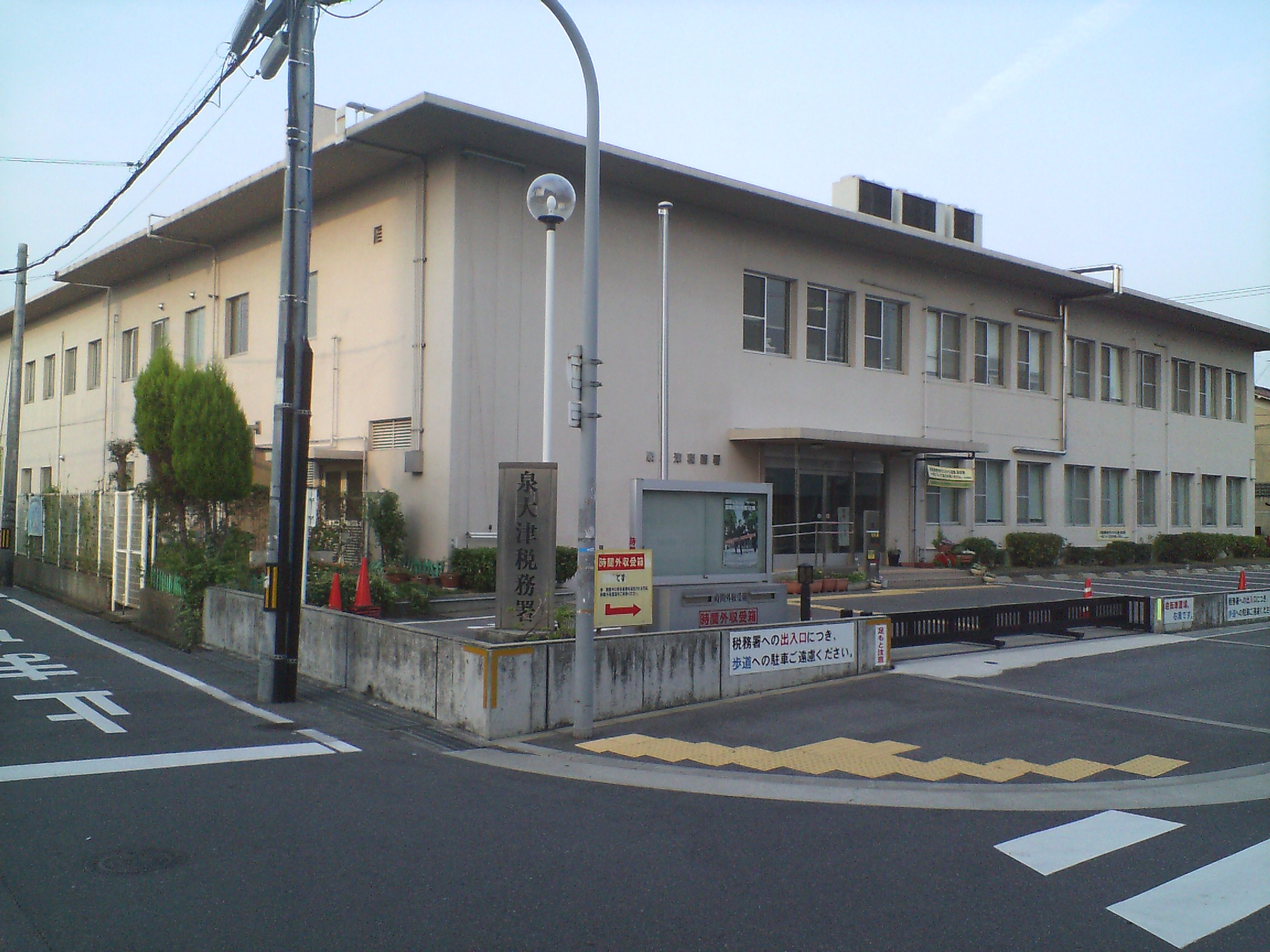
大阪府泉大津市二田町一丁目15番27号にある『泉大津税務署』。

税務署（ぜいむしょ、英語: Tax Office）とは、国税庁の下部組織として、国税局の所掌事務の一部を分掌させるために設置されている国の行政機関。財務省設置法第24条の規定に基づき設置されている。

## 概要
2005年3月現在、税務署の所掌事務は財務省組織規則によって以下のように定められている。
1. 内国税の賦課及び徴収に関すること
2. 税理士制度運営に関すること
3. 酒税の保全並びに酒類業の発達、改善及び調整に関すること（酒税の保全並びに酒類業の発達、改善及び調整に関する制度の企画及び立案を除く）
4. 酒類に係る資源の有効な利用の確保に関すること
5. 印紙の模造の取締りを行うこと
6. 税務署の所掌事務に係る国際協力に関すること
7. その他、法令に基づき、税務署に属させられた事務

税金のうち、国税である所得税、法人税、消費税、相続税、贈与税、登録免許税、印紙税、酒税、揮発油税（ガソリン税）、地方道路税、航空機燃料税、電源開発促進税、自動車重量税、石油ガス税、石油石炭税、たばこ税などに関する業務を行なっており、確定申告の時期には多くの人が訪れ、確定申告や帳簿に関する相談などを受け付けている。

## 税務署の創設
税務署が創設されたのは1896年（明治29年）である。
明治初年から国税（地租が主体）の徴収事務を担っていたのは郡区町村長であった。酒税の徴収にあたって検査事務が必要になり、1878年（明治11年）に大蔵省の出先機関（収税委員出張所、後に租税局出張所）を地方に設けた。1884年（明治17年）にはこれを廃止し、府県に収税長、収税属を置いて、郡区町村長らの徴税事務を監督した。
所得税法の施行（1887年）、国税徴収法の制定（1889年）を機に府県に収税部出張所が設置され、徴収の実務に当たることになった。1890年に出張所が廃止され、全国に479の分署（後に収税署）が置かれた。これが税務署の前身とされる。さらに日清戦争後の増税に伴い、徴税事務を府県から切り離して国直轄で行うことになり、1896年（明治29年）、全国に504の税務署が置かれた（20か所の管理局の下部組織）。当時の租税収入は7,638万円で、内訳は地租49%、酒造税25%、所得税2%であった。

## 組織

### 幹部
- 署長
- 副署長（小規模署では設置されない）
- 特別国税調査官・徴収官の一部（国税庁長官から辞令が与えられる、署長・副署長クラスの幹部職員。後述する課長クラスの特官と区別するため「指定特官」とも呼ばれる。一部の署のみ）

### 内部部局
- 総務課
  - 総務係
  - 会計係（一部の署を除く）
  - 厚生係（ごく一部の署のみ）
  - 庁舎管理係（合同庁舎に入居する署の一部に設置されている場合がある）
- 管理運営部門（平成21年7月10日新設）
- 徴収部門（規模が小さい署においては管理運営・徴収部門として、また規模が極めて小さい署においては総務課の中の一担当として設置されている署もある）
- 個人課税部門
- 資産課税部門（中小規模署においては、個人課税部門の中の一担当として設置されている）
- 法人課税部門
- 酒類指導官（主に中心署に設置されている。中小規模署には担当職員は常駐せず、巡回にて対応している）
- 特別国税調査官・徴収官（国税局局長から辞令が与えられる、課長・統括国税調査官等クラスの職員。一部の署を除く）

※各系統の部門の数は署の規模によってまちまちであり、少ないところでは1部門のみ、多いところでは20部門を超える署も存在する。各部門には支所・出張所の課長職に当たる統括国税調査官等が1部門につき1名配置され、その下に数名から十数名程度の部下に当たる職員が配属される。
※一般的な部門内の構成
統括国税徴収・調査官（課長） - 上席国税徴収・調査官（課長補佐・係長） - 国税徴収・調査官（係長・主任） - 事務官（係員）。
括弧書きは総務課の場合。総務課係長は国税専門官採用者の場合在職年数10年前後、国家Ⅲ種採用者の場合在職年数15年前後の徴収官・調査官級の職員が任命され、任期途中で上席級へ昇任するケースが主流である。また、部門内の役職別人数は年齢構成等により異なる。
国税局の下部組織という位置づけのため、国税局や役所と同じ職名でも地位は1ランク下位である。例えば課長や第一統括官は役所等の課長補佐と、課長補佐や総括上席は係長と、上席徴収・調査官は主査と同等の格付けに相当する。
また、署長も署によって格付けが異なり、最大規模署の署長のみ国税局の部長待遇であり、それ以外の大半の署では国税局の課長・統括官クラスとなる。
また、署によっては、これらの他に酒税や総合的な調査などの専門分野を指導する担当や、部門間の連絡調整など現場レベルの事務運営を指揮監督する連絡調整官などといった専門職が配置される税務署もある。これらの職は通常課長待遇（専門官、連絡調整官など）または課長補佐待遇（記帳指導推進官など）での配属となるが、酒類指導官などで署長・副署長クラスの幹部が配置される枠もごく僅かではあるが用意されている。

## 五大署
五大署と呼ばれる税務署は以下の5署であり、全国の税務署を局署番号順（税務署の建制順）に並べたとき、先頭に位置する。明治35年(1902)年、税務監督局（現:東京国税局）が慶應義塾大学最寄りの三田に設置され、税務行政機構が整備された。いずれも東京都の都心3区（千代田区、中央区、港区）を管轄する税務署である。五大署の署長はノンキャリアのポストである。警察庁では、警視庁の筆頭警察署である麹町警察署、或いは東京大学本郷キャンパス近くの本富士警察署や慶應義塾大学三田キャンパス近くの三田警察署の署長がキャリア官僚の指定ポストであったことと対照的である。他省庁と比較し、国税庁は実力主義の職場環境であることを反映している。副署長等を経験後、地方の要職(国税局長等)を歴任する。
- 麹町税務署
- 神田税務署
- 日本橋税務署
- 京橋税務署
- 芝税務署

戦前からの税務官吏の慣例として、高卒者は上記五大署配属後に最寄りの神田五大学(日本大学、専修大学等)の夜学や慶應義塾大学通信教育課程へ進学している。